# Tokugawa Munekatsu
Tokugawa Munekatsu (徳川 宗勝, né le 22 juillet 1705, mort le 23 juillet 1761) est un daimyo de l'époque d'Edo à la tête du domaine de Takasu puis du domaine d'Owari. En tant que seigneur de Takasu, il utilise le nom  Matsudaira Yoshiatsu (松平 義淳).

## Source de la traduction
- (en) Cet article est partiellement ou en totalité issu de l’article de Wikipédia en anglais intitulé « Tokugawa Munekatsu » (voir la liste des auteurs).